# Puccinellia stapfiana
Puccinellia stapfiana là một loài thực vật có hoa trong họ Hòa thảo. Loài này được R.R.Stewart miêu tả khoa học đầu tiên năm 1945.